# Cefeida
Cefeida (cefeide), tip pulsirajuće promjenljive zvijezde.

## Značajke
Cefeide su nazvane po zvijezdi Delti u zviježđu Cefeju (Delta Cephei), koju se stoga naziva Deltom Cefeja. Imaju nestabilnu strukturu, zbog čega pulsiraju. Volumen, temperatura i sjaj ovih zvijezda variraju tijekom fiksnog perioda. Cefeide emitiraju desetak tisuća puta više energije nego Sunce, te se mogu uočiti na velikim udaljenostima. Henrietta Leavitt je 1912. otkrila vezu između apsolutnog sjaja i perioda pulsiranja, po kojoj što su cefeide apsolutno sjajnije to im je potrebno više vremena za njihove promjene. To svojstvo ovih zvijezda omogućava mjerenja, pa se one od tada koriste za procjenu udaljenosti galaksija u kojima se otkriju.

## Poveznice
- Standardna svijeća
- Delta Cefeja
- promjenjive zvijezde
- Mjerenje udaljenosti u svemiru